# Abba Grande
Abba Grande o Abatuta (in croato: Aba Vela o Aba Donja) è un isolotto disabitato della Croazia, situato lungo la costa dalmata settentrionale; fa parte delle isole Incoronate. Assieme all'adiacente Abba Piccola, le due isole vengono indicate in alcune carte come scogli Abba. Amministrativamente fa parte del comune Morter-Incoronate, nella regione di Sebenico e Tenin.

## Geografia
L'isolotto, di forma irregolare, lungo circa 1,2 km e con un'altezza massima di 54,6 m, ha una superficie di 0,386 km² e uno sviluppo costiero di 3,74 km. Si trova ad ovest di punta Secca (Suhi rt), la punta nord-ovest dell'isola Incoronata, a est di punta Belvedere (rt Vidilica), la punta meridionale dell'isola Lunga, e a sud di Catena, chiudendo a meridione porto Catena (uvala Potkatina).

### Isole adiacenti
- Dragunara[14] (Dragunara),  misura circa 220 m[2], si trova a est della punta meridionale di Abba Grande, tra quest'ultima e Scillo (Šilo Velo); ha una superficie di 0,016 km²[3], la costa lunga 0,52 km[3] e l'altezza di 18 m[2] 43°51′40″N 15°13′17″E.
- Abba Piccola[15] o Obravacina[7][8] (Aba Mala o Abica), isolotto di circa 280 m, con una superficie di 0,031 km²[3], la costa lunga 0,72 km e l'altezza di 28 m[2]; situata a sud, a circa 350 m di distanza[2], 43°51′26″N 15°12′42″E.
- Due Sorelle (Sestrica Vela e Sestrica Mala), due isolotti a sud.

### Cartografia
- (HR) Mappa topografica della Croazia 1:25000, su preglednik.arkod.hr. URL consultato il 27 febbraio 2017.
- G. Giani, Carta prospettiva delle Comuni censuarie della Dalmazia, foglio 2, 1839. Fondo Miscellanea cartografica catastale, Archivio di Stato di Trieste.
- Carta di cabottaggio del mare Adriatico, foglio VII, Milano, Istituto geografico militare, 1822-1824. URL consultato il 18 ottobre 2020 (archiviato dall'url originale il 13 aprile 2013).